# Noël Guillemot
Pour les articles homonymes, voir Guillemot.
Pas d'image ? Cliquez ici

a Compétitions nationales et continentales officielles uniquement.

Noël Guillemot, est un joueur français de rugby à XV qui évolue principalement au poste d'ailier du début des années 1970 aux années 1980 à la Section paloise.

## Biographie

### En club
Noël Guillemot débute le rugby à l'Avenir de Bizanos, comme Jacques Michou, Jean Arruat, Gérard Brusque ou Christian Loustaudine.
Il signe à la Section paloise en 1972.
Noël Guillemot effectue l'intégralité de sa carrière senior à la Section paloise, atteignant la demi-finale du championnat de France 1973-1974, perdue face au RC Narbonne.
Durant sa carrière, il est sélectionné en équipe de France B.
Guillemot prend sa retraite en 1985.

### Entraîneur
Guillemot, avec Michel Camptort entraîne la Section paloise de 1985 à 1988. Le jeune Philippe Bernat-Salles bénéficie de ses conseils avisés pour le poste d'ailier.
Noël Guillemot prend ensuite les rênes de l'US Coarraze Nay,.

## Vie personelle
Guillemot vit en Thaïlande de 1993 à 1997.